# Søndre Karlsøy
Søndre Karlsøy est une grande île fluviale habitée de la commune de Sarpsborg ,  dans le comté d'Østfold en Norvège.

## Description
L'île de 0,85 km2 est séparée de Nordre Karlsøy par le cours d'eau Nøtsundet peu profond. L'île est reliée à Ullerøy sur le continent.
L'île comprend à la fois des zones cultivées et des zones de chalets de vacances.

## Galerie

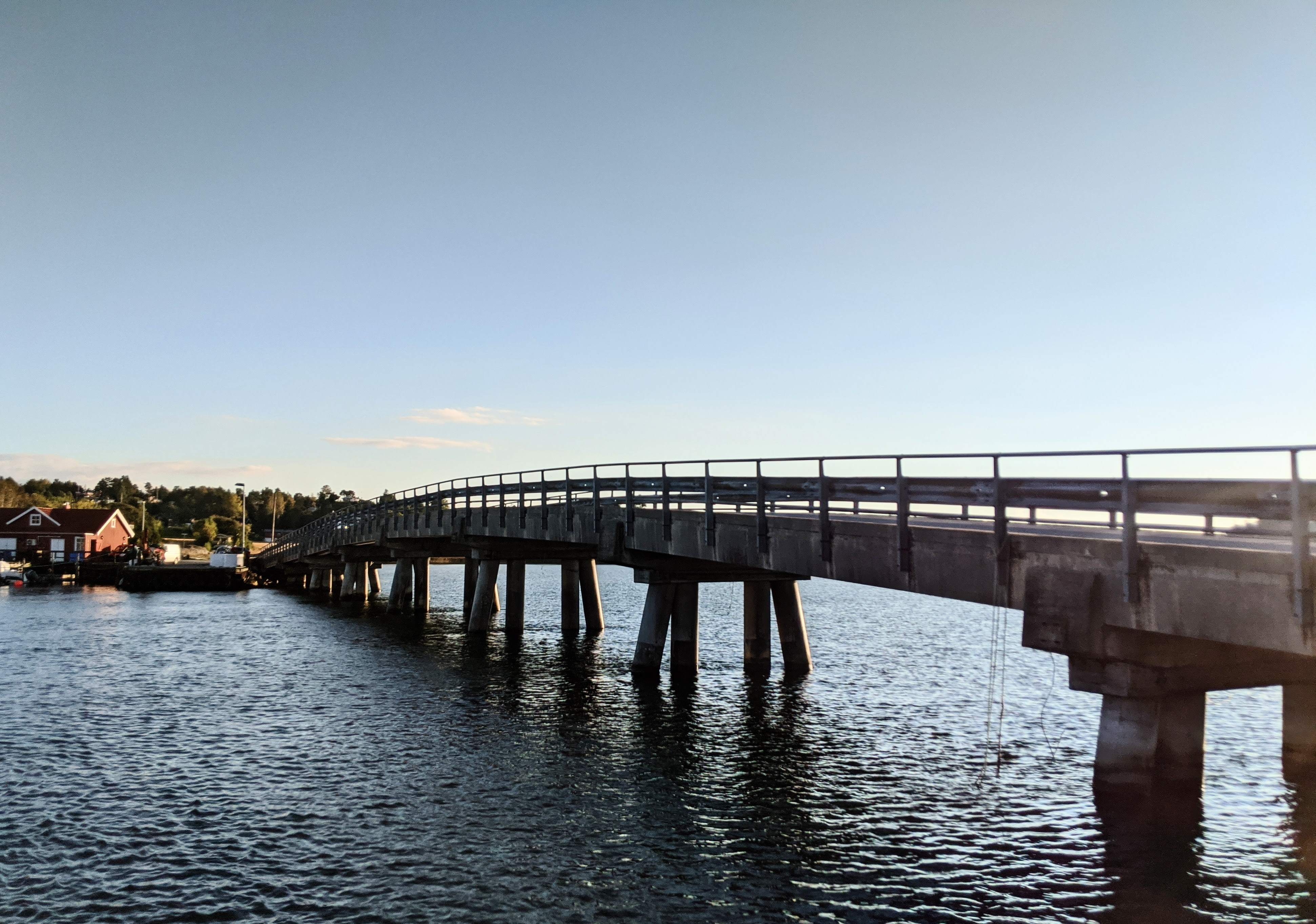
Pont de Karlsøy
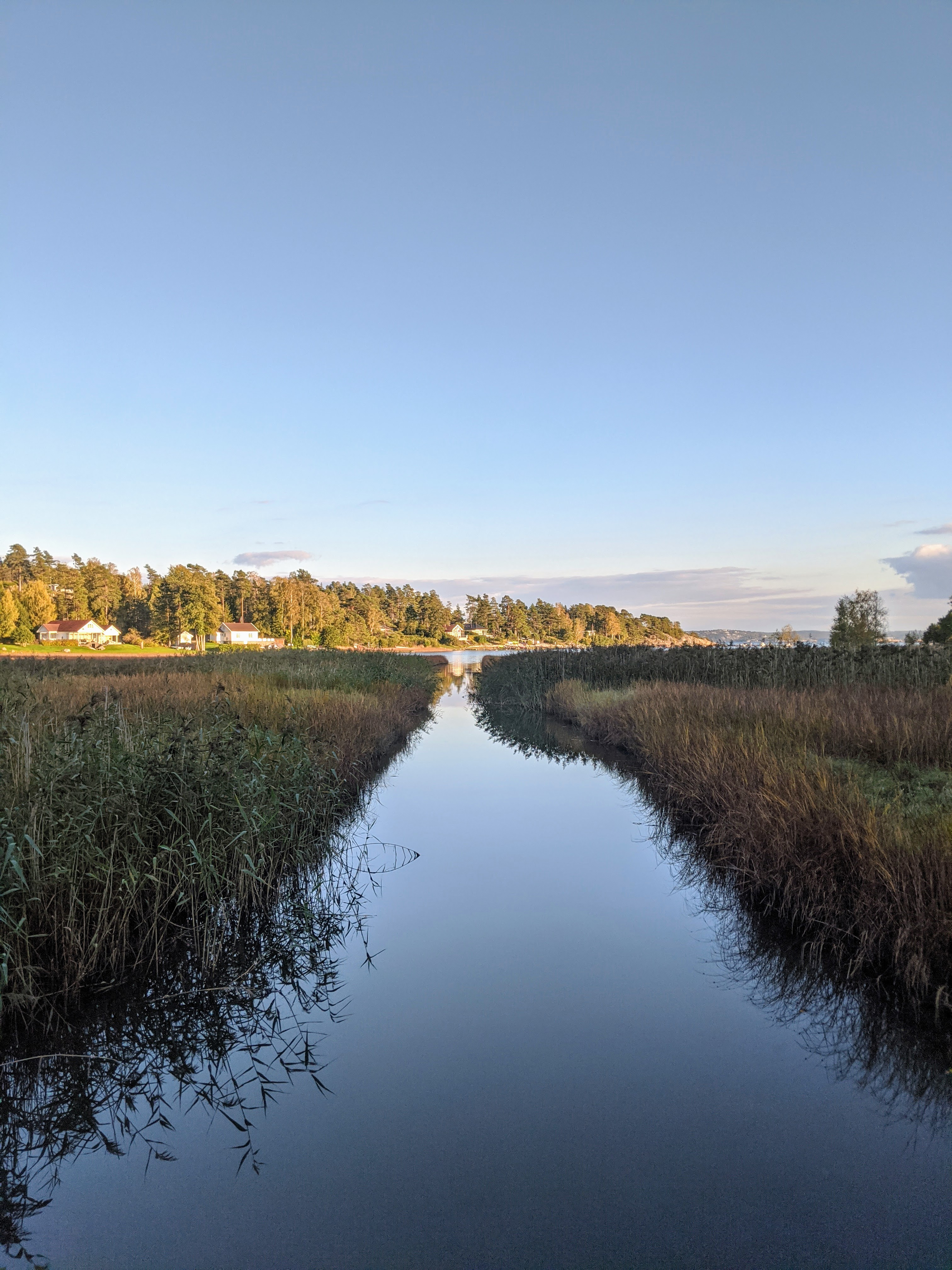
Cours d'eau Nøtsundet